# Effetto suolo (automobilismo)
Nell'automobilismo, per effetto suolo si intende l'insieme delle azioni deportanti derivanti dallo strato d'aria che corre sotto il fondo della vettura.

## Descrizione

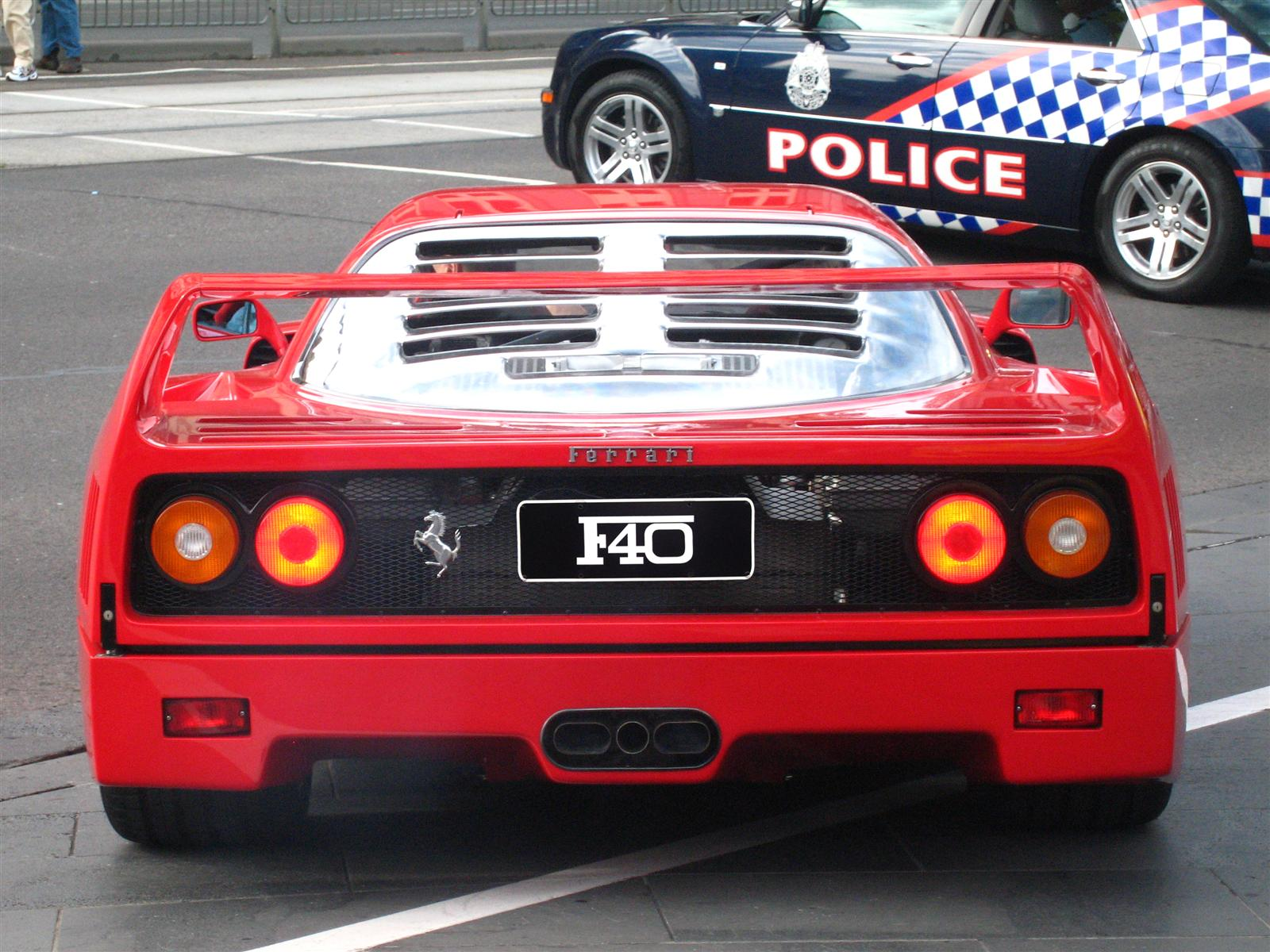
Ferrari F40: il fondo vettura è dotato al posteriore di un ampio diffusore per realizzare l'effetto suolo

Nelle vetture progettate con questi criteri, il fondo, il corpo del veicolo e talvolta anche i flussi interni (aria di raffreddamento, soffio degli scarichi) vengono studiati in modo che la vettura nel suo insieme si comporti come un'ala rovesciata. 
In tale ottica il fondo della vettura assume il ruolo del dorso dell'ala e questa geometria può essere apprezzata anche in automobili  sportive di serie.

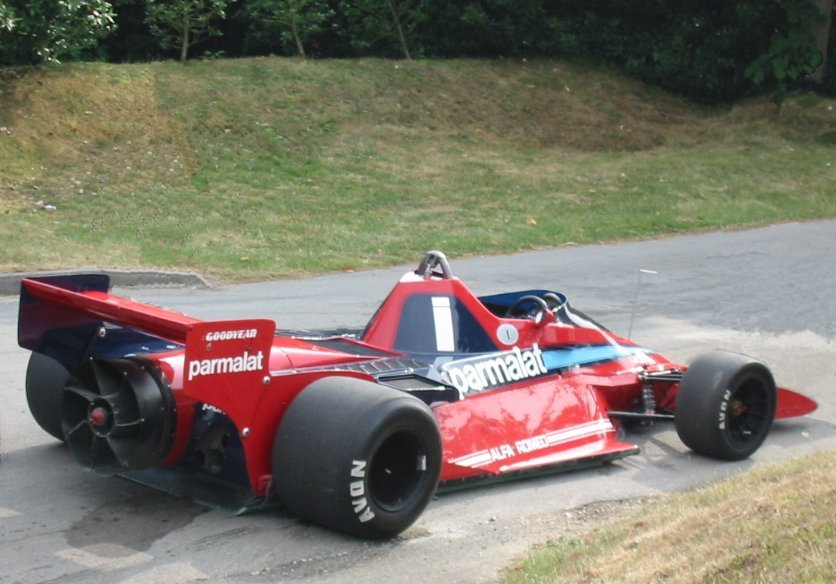
Brabham BT46B: si noti al posteriore la ventola carenata per l'estrazione dell'aria dal fondo vettura

Spesso la connotazione di vettura ad effetto suolo è riferita alle monoposto di Formula 1 che hanno corso fra la seconda metà degli anni settanta e il 1982, anche se venne studiato ancor prima nelle vetture del Campionato CanAm, in particolar modo le Chaparral nella loro serie numero 2.
Infatti in quell'epoca per massimizzare il flusso d'aria destinato al fondo della vettura vennero adottate svariate tecniche in seguito proibite dal regolamento quali le bandelle striscianti o minigonne, il fondo sagomato lungo tutta la scocca e i dispositivi di aspirazione come quello della Brabham BT46B.
In riferimento alle forme adottate nelle vetture da gara (in special modo formula e Sport) da metà anni 80 fino ad oggi, il diffusore posteriore ottimizza il flusso inferiore, raccordandolo con quello che lambisce la parte superiore del corpo vettura e col profilo dell'ala posteriore riducendo possibilmente anche le scie.
Lo scopo di questo dispositivo è quello di favorire la fuoriuscita del flusso da sotto la vettura in modo tale da permettere l'ingresso della maggior quantità possibile di aria fresca dal davanti e generare, così, il maggiore effetto suolo possibile.

## Funzionamento
L'effetto suolo è spiegabile con le leggi della fluidodinamica: il potere energetico di un flusso è dato dalla sua velocità (contributo cinetico) e dalla propria pressione. A meno di dissipazioni, per l'equazione di Bernoulli, la somma di questi due termini energetici si mantiene costante ed è quindi possibile convertire la velocità in pressione e viceversa.
La vettura viene investita da un flusso d'aria (che ha ovviamente parametri energetici uniformi), si fa in modo che l'aria che si insinua al di sotto della vettura aumenti la propria velocità riducendo la sezione di attraversamento, a questo corrisponde una riduzione della pressione. Al di sopra della vettura questo invece non avviene e di conseguenza avremo una differenza di pressione che preme verso il basso la vettura.
Tale effetto può quindi essere sfruttato per aumentare la forza deportante che spinge il fondo della vettura verso il basso; in questo modo si ottiene un maggiore carico aerodinamico senza dover usare altre appendici aerodinamiche deportanti, che causano resistenza all'avanzamento. L'effetto suolo permette quindi una maggiore aderenza e forza d'attrito statico tra le parti a contatto (come gli pneumatici degli autoveicoli).